# 10 septembre 1994
Le samedi 10 septembre 1994 est le 253e jour de l'année 1994.

## Naissances
- Artem Markelov, pilote automobile russe
- Iekaterina Ievdokimova, joueuse de volley-ball russe
- Kerstin Anderson, actrice de théâtre et chanteuse américaine
- Liu Yang, gymnaste chinois
- MHD, rappeur et acteur français d'origine Guinéenne
- Mehdi Torabi, joueur de football iranien

## Décès
- Amy Clampitt (née le 15 juin 1920), auteur et poète américaine
- Charles Drake (né le 2 octobre 1917), acteur américain
- Georges Becker (né le 7 février 1905), personnalité politique et mycologue français
- Maria Teresa Di Lascia (née le 3 janvier 1954), femme politique
- Max Morlock (né le 11 mai 1925), footballeur allemand
- Yvonne Dornès (née le 19 avril 1910), femme de lettres et féministe française

## Événements
- Début de la série télévisée Beethoven
- Fin du Championnat d'Europe féminin de volley-ball des moins de 20 ans 1994
- Sortie du film documentaire Crumb
- Sortie du film américain Les Évadés
- Fin de ouragan John
- Création du Prix Alexandre Dovjenko
- Début de la série d'animation Reboot
- Début de la série d'animation Super Zéro